# دهه ۱۳۸۰ (میلادی)

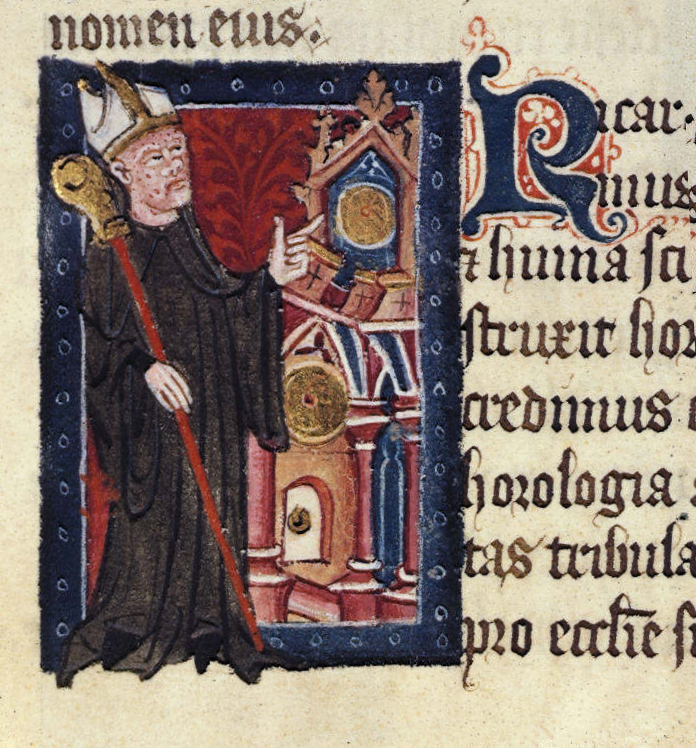
این مینیاتور نشان دهنده ریچارد والینگفورد، ابات سنت آلبانز است. او به یک ساعت اشاره می‌کند و به هدیه‌اش به صومعه اشاره می‌کند، و چهره‌اش در اثر جذام مخدوش شده است. عنوان اثر: کتاب طلایی سنت آلبانز نویسنده: والسینگهام، توماس; Wylum, William de, script تصویرگر: Strayler, Alan تولید: انگلستان [St Albans]; ۱۳۸۰ زبان: لاتین

دهه ۱۳۸۰ (میلادی) صد و سی و هشتمین دهه تقویم میلادی است.

## درگذشتگان
‎